# ラロンド・レポート
ラロンド・レポートは1974年にカナダの厚生大臣マルク・ラロンドによりカナダ人の健康についての新たなる展望（A new perspectives on the health of canadians）と題され報告された報告書。
ラロンド・レポートは、健康を決定しているのは生物学的要因だけではないことを宣言した、先進国による最初の報告であるとされている。そして健康に影響を及ぼす要因として、生物学、環境、生活様式そして医療へのアクセスという4つの医療領域を提案した。
| 「 | 従来の、あるいは常識的な医療領域の視点では、医術あるいは医学は、健康の湧き出る源泉であった。そして、そのよく知られた信仰は、健康水準と医療の品質を同一視していた。 | 」 |

ラロンド報告、ラロンドレポート、カナダ人の健康の新たなる展望、カナダ人の健康に関する新たなる展望、カナダ住民の健康への新しい視点とも呼ばれる。
ラロンド・レポートは、公開当時は不幸なことに、個人の生活様式の重要性を強調していると理解されたが、オタワ憲章を経た現在では、トマス・マキューンによる考察を発展させ健康づくり、健康の社会的決定要因、健康格差という現代医療の要諦となる概念の成熟における一里塚であるとされている。

## ラロンド・レポートの目次
ラロンド・レポートは、医学的発見の相次いだ20世紀の最後の4半世紀の幕開けに相応しい、堂々たる構成を備えている。ラロンド・レポートは、医療と医療領域の違いを明確にしたうえで、健康づくりが取り組むべき課題を明らかにしている。
1. 従来の医療領域の視点
2. 従来の医療領域の視点の限界
3. 医療領域における重要な課題
集団の健康状況
医療組織と医療提供における課題
4. 医療領域の概念
5. 医療領域の概念の利用により生じる課題
6. 暴露人口
7. 憲法上の権限と現在の連邦の役割
8. 研究と医療領域の概念
9. 自然科学と健康づくりとの対決
10. 健康づくりと医療との対決
11. 精神保健（精神医学）
12. 将来のための医療領域の概念と戦略

## 4つの医療領域
ラロンド・レポートにおいて医療領域とは、直接医療費の向けられる領域という意味で用いられている。ラロンド・レポートは4つの医療領域を提示することで、直接医療費が医療以外に向けられる可能性に付いて言及した。
ラロンドは、医療予算は90%から11%に、生物学への予算は8%から27%に、環境への予算は1.5%から19%に、生活習慣は1.5%から43%にすることを提案した。これは健康づくりのためのオタワ憲章の医療の再設定に影響した。

## 英語表記について
1974年にカナダ厚生大臣としてラロンド・レポートを報告したマルク・ラロンドの英語表記はMarc Lalondeであるが、ラロンド・レポートは時にLaLonde Reportと綴られる。